# Gustaf Adolf Boltenstern s:r
|  | Hästsportsportalen |

Gustaf Adolf Boltenstern s:r, född 1 april 1861 i Hälsingborg, död 9 oktober 1935 i Oscars församling i Stockholm, var en svensk militär och dressyrryttare.

## Biografi
Gustaf Adolf Boltenstern tillhörde en yngre gren av ätten Boltenstern, introducerad enligt 1809 års regeringsform men utan det i § 37 stadgade villkoret. Han var son till majoren Thurow Gustaf Boltenstern och dennes hustru och kusin Charlotte Fredrice von Boltenstern från Pommern. Efter att han blivit underlöjtnant vid Livregementet till häst 1882 var han ett år vid hovridskolan i Wien för att 1896 bli stallmästare vid Strömsholms slott. Han blev 1898 ryttmästare, 1908 major och samma år chef vid ridskolan på Strömsholm, en tjänst han lämnade 1912 då han blev överstelöjtnant vid Livregementets husarer. 1915 utsågs Boltenstern till överste och sekundchef vid Livregementets dragoner, men tog 1921 avsked.
Boltenstern deltog i två olympiska sommarspel. Han blev olympisk silvermedaljör i Stockholm 1912 på hästen Neptun. Han deltog även i spelen i Antwerpen 1920 på hästen Iron, men ekipaget blev då diskvalificerat.
År 1889 gifte han sig med Amalie von Dardel. Deras tredje son, Gustaf Adolf Boltenstern j:r, gick i faderns fotspår.

## Utmärkelser och ledamotskap
- Konung Oscar II:s och Drottning Sofias guldbröllopsminnestecken (OIISGbmt, 1907)
- Konung Gustaf V:s olympiska minnesmedalj (GV:sOlM, 1912)
- Kommendör av första klass av Svärdsorden
- Riddare av Nordstjärneorden
- Riddare av andra klass av Ryska Sankt Stanislaus-orden

Han var även belönad med ordensutmärkelser från bland annat Turkiet, Danmark och Belgien.